# Miloš Ćulafić
Miloš Ćulafić est un joueur monténégrin de volley-ball, né le 13 août 1986. Il mesure 2,05 m et joue attaquant. Il totalise 17 sélections en équipe du Monténégro.

## Clubs
| Club                     | Pays         | De        | À         |
| ------------------------ | ------------ | --------- | --------- |
| Budvanska Rivijera Budva | Monténégro   | 2008-2009 | 2009-2010 |
| Suwon Kepco 45           | Corée du Sud | 2010-2011 | 2010-2011 |
| Stade Poitevin           | France       | 2011-2012 | 2011-2012 |